# تومانک
تومانک روستایی از توابع بخش مرکزی، شهرستان بن در استان چهارمحال و بختیاری ایران است.

## جمعیت
این روستا در دهستان وردنجان قرار دارد و براساس سرشماری مرکز آمار ایران در سال ۱۳۹۵، جمعیت آن ۷۵۰ نفر (۲۴۸خانوار) بوده‌است.